# Pompoï-Gare
Pour les articles homonymes, voir Pompoï.
Pompoï-Gare est une localité située dans le département de Pompoï de la province des Balé dans la région de la Boucle du Mouhoun au Burkina Faso.

## Géographie
Cette localité est une extension du chef-lieu du département Pompoï, où se trouve la gare ferroviaire de Pompoï sur la ligne d'Abidjan à Ouagadougou. Elle possède cependant un statut administratif autonome avec des représentants propres au conseil départemental devenu communal en 2009.

## Santé et éducation
Le centre de soins le plus proche de Pompoï-Gare est le centre de santé et de promotion sociale (CSPS) de Pompoï.
Le village ne possède une école primaire, les études se faisant dans les écoles de Pompoï ville.